# І̄
Cette page contient des caractères spéciaux ou non latins. S’ils s’affichent mal (▯, ?, etc.), consultez la page d’aide Unicode.
À ne pas confondre avec la lettre latine i macron ‹ Ī, ī › ou la lettre latine iota macron ‹ Ɩ̄, ɩ̄ ›, ou la lettre grecque iota macron ‹ Ῑ, ῑ ›.
Le i décimal macron (majuscule : І̄, minuscule : і̄) est une lettre de l'alphabet cyrillique utilisée en vieux-slave ou dans l’orthographe de Wilhelm Radloff des langues turques.

## Représentation informatique
Le i décimal macron peut être représenté avec les caractères Unicode suivants (cyrillique, diacritiques) :
| formes    | représentations | chaînes de caractères | points de code | descriptions                                       |
| --------- | --------------- | --------------------- | -------------- | -------------------------------------------------- |
| capitale  | І̄               | І◌̄                    | U+0406 U+0304  | lettre majuscule cyrillique iou diacritique macron |
| minuscule | і̄               | і◌̄                    | U+0456 U+0304  | lettre minuscule cyrillique iou diacritique macron |